# Puesto Viejo
Puesto Viejo es una localidad y municipio del departamento El Carmen, en la provincia de Jujuy.
A 1 km del casco urbano se encuentra una planta de producción de cemento y extracción de piedra caliza de la firma Holcim; la cantera comenzó a operar en 1970 y la planta en 1981. En la planta trabajaban en 2012 unas 200 personas; el cemento es utilizado en mayor medida para la construcción de viviendas.
Es asimismo una zona agrícola con canales de riego.

## Geografía
A 700 m s. n. m., 60 km al sur de San Salvador de Jujuy.

## Geología
Presenta un “zócalo” sedimentario paleozoico, apareciendo a través de ventanas tectoerosivas. Son el núcleo de la sierra, sobreyace discordantemente una cubierta sedimentaria Meso-Cenozoica. Este complejo sedimentario se desarrolló en ciclos sucesivos, marinos en su mayoría. Los minerales de "la formación Yacoraite" está formada por calizas dolomíticas, travertinos y aragonitas.